# China Resources Cement
China Resources Cement Holdings — китайская компания по производству стройматериалов, один из крупнейших производителей бетона в КНР. Штаб-квартира расположена в Гонконге, зарегистрирована на Каймановых островах, входит в состав крупного государственного конгломерата China Resources. В списке крупнейших компаний мира Forbes Global 2000 за 2021 год заняла 1712-е место (1812-е по размеру выручки, 590-е по чистой прибыли).

## История
Компания была основана 13 марта 2003 года в Гонконге, 6 октября 2009 года акции China Resources Cement были размещены на Гонконгской фондовой бирже. Крупнейшим акционером компании является China Resources Company (68,72 % акций).

## Деятельность
На конец 2020 года компании принадлежало 97 линий по производству цемента, 46 линий по производству цементного клинкера и 60 заводов по замесу бетона. Объём производства за год составил 85,3 млн тонн цемента, 62,7 млн тонн клинкера и 36 млн кубометров бетона. Производство в основном сосредоточено на юге КНР, в первую очередь в Гуанси-Чжуанском автономном районе и провинции Гуандун, на которые приходится более половины объёма производства, а также в провинциях Фуцзянь, Хайнань, Юньнань, Гуйчжоу, Шаньси и Чжэцзян; три завода по замесу бетона имеются в Гонконге. Помимо этого у компании есть собственные рудники по добыче известняка (10 млн тонн в год), также China Resources Cement работает с другими материалами (мрамор, кварц) и производит готовые бетонные конструкции.